# 태양핵

태양핵(太陽核,core of the sun, solar core)은 태양의 중심부에서 태양반경의 20퍼센트 정도 되는 범위에 해당하는 곳이다. 이 부분은 태양계 내에서 최고로 뜨거운 부분이다. 밀도는 최대 1제곱미터당 15만 킬로그램(지구상의 물의 밀도의 150배 철 밀도의 20배)이며 온도는 1천 5백만 켈빈(태양의 표면은 6,000켈빈 정도)로 태양표면 온도의 약 2,500배에 이른다.

## 에너지의 생산
태양이 생산하는 에너지는 주로 수소를 헬륨으로 바꾸는, 발열 열핵 반응에 의해 생산된다.(이를 핵융합이라고도 부른다) 태양 중심부는 이와 같은 핵융합 반응이 효과적으로 수행될 수 있는 유일한 공간이다. 중심부를 제외한 나머지 부분은 중심부에 있는 에너지를 바깥쪽으로 옮기는 대류층이다. 중심핵에서 생산된 에너지는 태양 내부의 여러 연속적인 층을 통과한 뒤 광구에 이르러 우주 공간으로 햇빛 또는 입자 형태의 운동 에너지로 발산된다.

## 통계
약 3.6×1038개의 양성자(수소 원자핵)가 매 초 헬륨으로 변환된다. 이들 양자는 초당 430만 톤에 이르는 물질을 380요타와트(3.8 ×1026와트)의 에너지로 바꾸어 발산한다. 이 에너지는 1초에 TNT 9.1 ×1010메가톤을 폭발시키는 위력과 맞먹는다. 핵융합의 빈도는 밀도에 크게 좌우되기 때문에, 태양핵 내의 핵융합 과정은 스스로 균형점을 찾는 과정 하에 이루어진다. 핵융합 빈도가 약간 상승하면 중심핵은 더욱 가열되며 바깥쪽 층의 무게에 대응하는 열팽창 현상이 발생한다. 이로 말미암아 핵융합 빈도는 낮아지며 내부의 혼돈 상태는 다시 진정된다. 반대로 핵융합 빈도가 약간이라도 하강하면 중심핵은 차가워지고 약간 수축하며, 이로 인해 핵융합 빈도는 상승하며 원래의 핵융합 수준으로 다시 되돌아간다.

## 에너지 변환
핵융합 반응을 통해 풀려난 고에너지 광자(감마선 및 엑스선)들은 태양 표면까지 이르는 데 긴 시간을 소비한다. 이들의 내부 이동 경로는 복잡하며, 태양 맨틀 내 낮은 에너지의 형태로 흡수 및 재발산 과정을 반복한다. '광자 이동 시간'은 대략 1만 7천 년에서 4만년이다. 광자들이 태양의 대류층에서 긴 여행을 마친 뒤 광구로 불리는 태양의 '표면'에 이르면, 이들은 가시광선의 형태로 태양을 탈출한다. 태양 중심부에 있던 감마선 하나하나는 우주로 탈출하기 전에 수백만 개의 가시광선으로 전환된다. 중성미자들도 중심핵의 핵융합 반응에 의해 풀려나지만, 광자와는 달리 물질과 상호 작용을 거의 일으키지 않기 때문에 거의 대부분이 태양을 빠른 시간 내에 빠져나올 수 있다. 여러 해에 걸쳐 태양에서 생산된 중성미자들은 이론에서 예측했던 중성미자의 양보다 훨씬 적었는데, 이 수수께끼는 뉴트리노 진동 효과에 대한 연구가 심화됨에 따라 최근 해결되었다.

## 같이 보기
- 코로나